# Мультифокальная линза

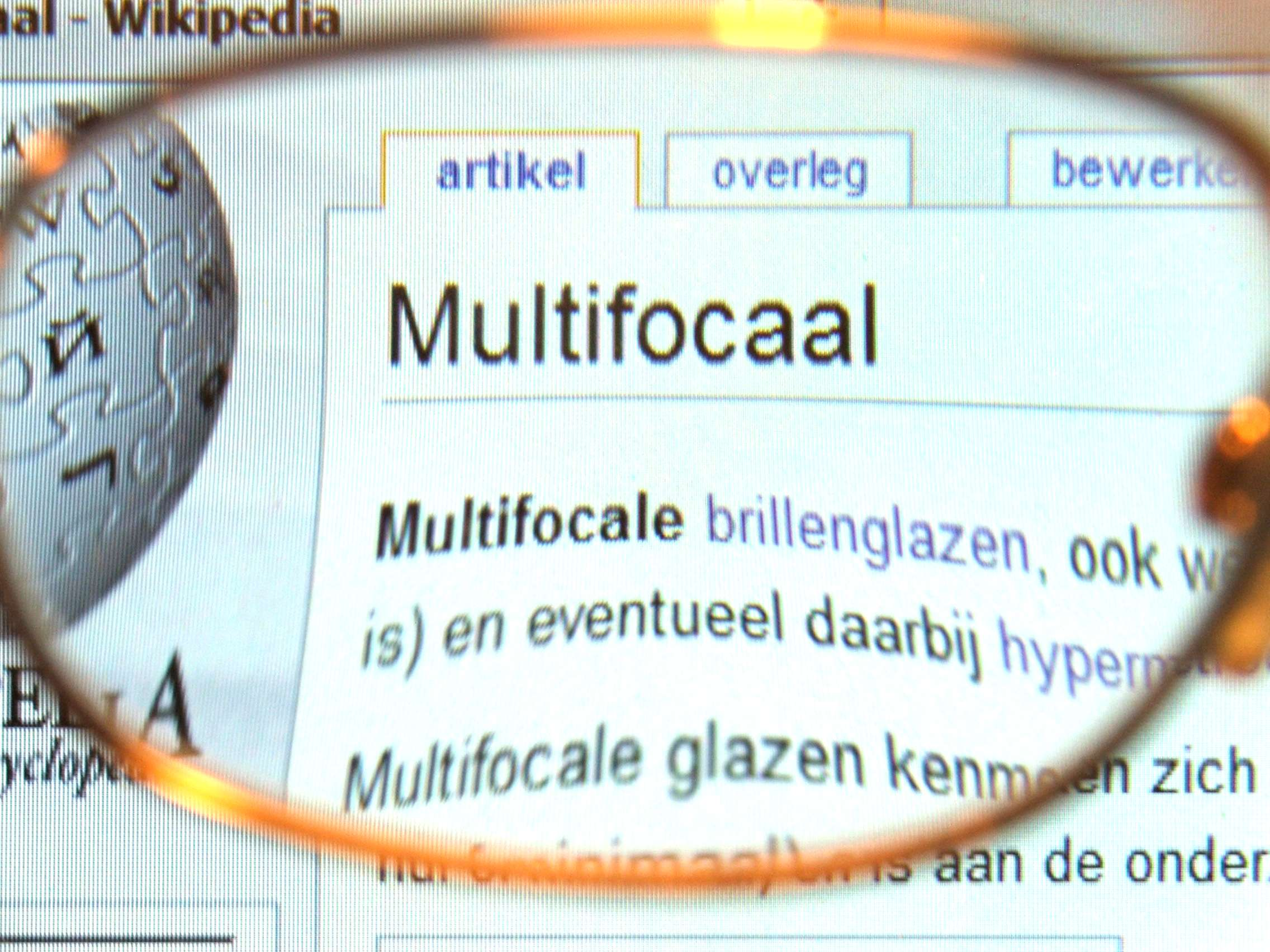
Изображение через мультифокальную линзу

Мультифокальная линза (также иногда её называют полифокальная или прогрессивная) — линза, имеющая несколько оптических зон и характеризующиеся градиентом возрастающей оптической силы.

## Описание
Линза объединяет в себе два оптических центра, так как с каждой из сторон имеет выпуклость. Такое строение оптической системы позволяет выбирать, на каком расстоянии рассматривать объект в настоящий момент. Один центр предназначен для визуализации близлежащих объектов, второй — для детализации дальних.
Градиент начинается на расстоянии, предписанном носящему, в верхней части центра и достигает максимальной мощности в нижней части линзы. Длина прогрессивного градиента мощности на поверхности линзы зависит от конструкции объектива, с конечным добавлением мощности между 0,75 и 3,50 диоптрий. Это значение зависит от уровня пресбиопии пациента. В общем случае, чем старше пациент, тем выше коррекция.
Данный тип линз получил распространение у пациентов с пресбиопией (возрастная дальнозоркость).

## Виды
По расположению точек преломления они делятся на 4 вида:
- бифокальные (переменные)
- круговые (концентрические)
- асферические[2]
- моноцентрические (сферические)

## Преимущества и недостатки
Преимущества
- Заметное улучшение зрения.
- Не придется носить с собой несколько различных пар очков.
- Комфортная коррекция.

Недостатки
- Сложность привыкания.
- Более высокая цена относительно обычных линз.
- В период привыкания могут наблюдаться так называемые «скачки зрения»: утром оно становится расплывчатым, а ближе к ночи наоборот — улучшается[3].